# Todd Young
Pour les articles homonymes, voir Young.
Todd Young, né le 24 août 1972 à Lancaster (Pennsylvanie), est un homme politique américain. Membre du Parti républicain, il est élu de l'Indiana à la Chambre des représentants des États-Unis de 2011 à 2017 et au Sénat des États-Unis depuis 2017.

## Biographie

### Jeunesse et études
Young naît à Lancaster, dans le sud-est de la Pennsylvanie. Il sort diplômé du lycée de Carmel en 1990 et rejoint la Navy. Après un bachelor en sciences à l'Académie navale d'Annapolis, il intègre les Marines de 1995 à 2000. Il y atteint le grade de capitaine et poursuit parallèlement des études d'économie à l'université de Chicago. Après l'armée, il étudie à l'université de Londres et à l'école de droit de l'université de l'Indiana.
De 2001 à 2003, il fait partie de l'équipe du sénateur Richard Lugar. Avocat, il devient en 2007 procureur adjoint du comté d'Orange.

### Représentant des États-Unis
En 2010, il est candidat à la Chambre des représentants des États-Unis dans le 9e district de l'Indiana, face au démocrate sortant Baron Hill. Le scrutin est considéré comme serré. Young remporte l'élection avec 52 % des voix, contre 42 % pour Hill et 5 % à un candidat libertarien. Il est réélu en 2012 et 2014.

### Sénateur des États-Unis
Young se présente à l'élection sénatoriale de 2016 pour succéder au sénateur républicain sortant Dan Coats, qui ne se représente pas. Durant les primaires républicaines, il est opposé au représentant du 3e district, Marlin Stutzman. Si Stutzman est appuyé par le Tea Party, Young reçoit le soutien de la Chambre de commerce des États-Unis et de l'establishment du Parti républicain. Il remporte largement les primaires avec 67 % des voix. Il devait à nouveau affronter le démocrate Baron Hill en novembre, mais celui-ci se retire en juillet 2016, laissant la place à l'ancien sénateur Evan Bayh. Alors que Young était favori face à Hill, la course pour le Sénat devient serrée face à Bayh. Young et des groupes conservateurs critiquent Bayh pour avoir quitté l'Indiana et s'être enrichi à Washington depuis sa retraite politique en 2011. L'avance de Bayh fond dans les sondages et Young est finalement élu sénateur avec environ dix points d'avance sur le démocrate.